# Vinea (fictieve planeet)

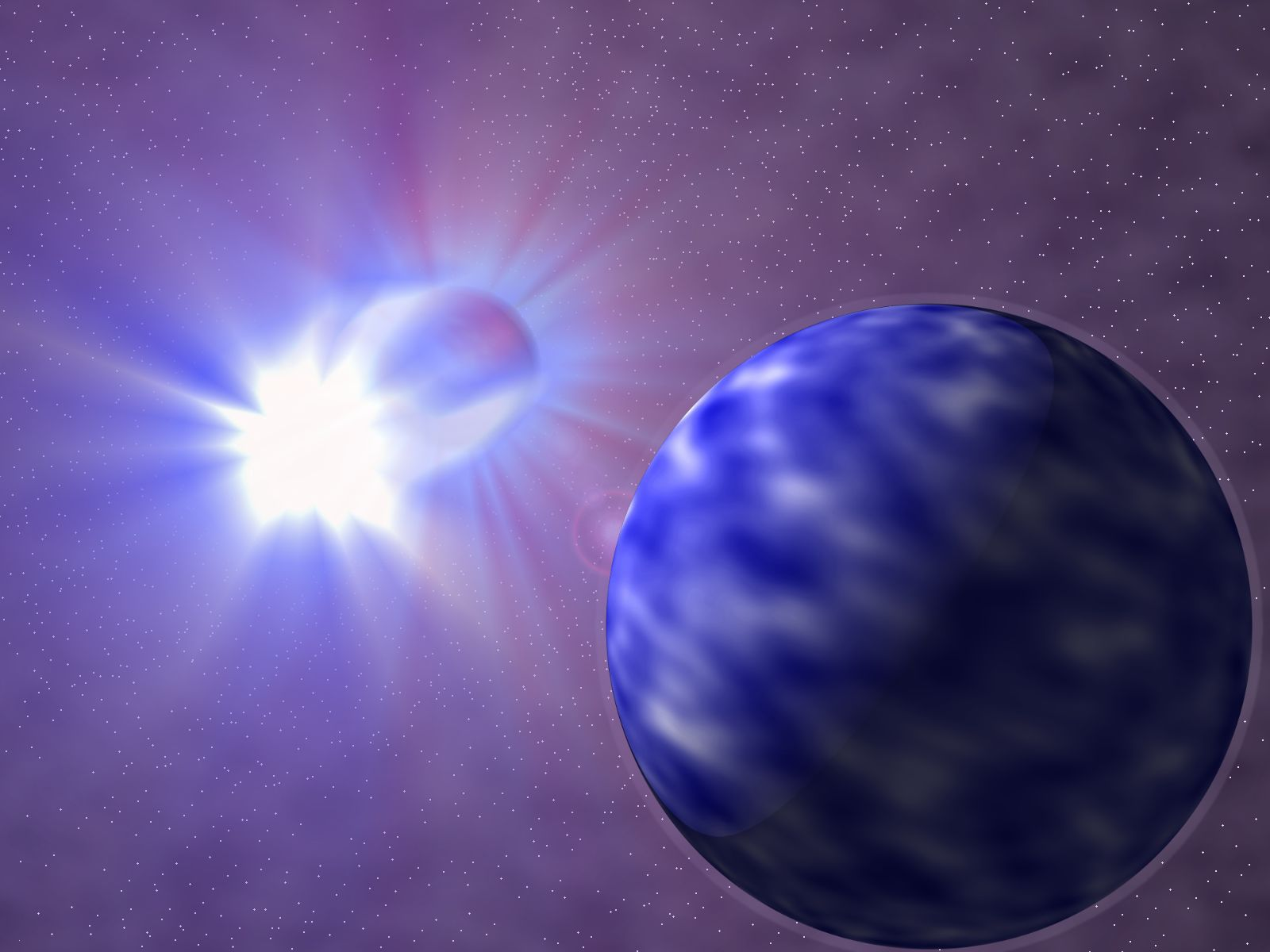
Vinea en haar twee zonnen

Vinea is een fictieve planeet uit de Yoko Tsuno-stripalbums van de Belgische tekenaar Roger Leloup. De bewoners van Vinea heten Vineanen. Leloup bedacht de naam Vinea als kind, toen hij een door de zon verkleurde reclameaffiche van Nivea zag, waarop de afgebeelde vrouw een blauwe huid leek te hebben.

## Planeet Vinea
Vinea heeft twee zonnen en bevindt zich in het M33-sterrenstelsel, op zo'n twee miljoen lichtjaar afstand van de Aarde.
Miljoenen jaren geleden leek het dat de twee zonnen van Vinea op elkaar zouden botsen. Er werd besloten honderd ruimtetransportschepen te bouwen om de thuiswereld te evacueren. Met veel moeite kwam men tot elf schepen, die met de Vineanen in kunstmatige slaap naar nieuwe werelden werden gezonden. Een van deze schepen bereikte de aarde, waar de Vineanen ondergronds gingen leven, om de natuurlijke evolutie van de Aarde niet te verstoren.
Uiteindelijk botsten Vinea's zonnen toch niet, maar zorgde er wel voor dat de planeet niet langer om haar as draaide, waardoor ze altijd met dezelfde zijde naar de zonnen staat. Hierdoor is Vinea verdeeld in een gloeiend hete en een ijskoude zijde. Hierdoor werd de overgebleven Vineaanse bevolking gedecimeerd. Het repressieve beleid van de Grote Gids zorgde ervoor dat toen de Aardse Vineanen na miljoenen jaren met de inter-melkweg-spoel hun thuiswereld weer bezochten, er nog maar weinig van de oorspronkelijke beschaving over was. De bezoekers van de aarde konden het bewind van de Grote Gids omver werpen, waarna de heropbouw van de planeet kon beginnen. Ook werd besloten de Aardse Vineanen naar Vinea te halen.
Nadat eerst de zesde stad op de koude zijde van Vinea werd ontdekt, werden later nog meer verloren Vineaanse culturen ontdekt; waaronder de onderwaterstad van koningin Hegora, de sterrenstad Shyra, de satellietstad Kifa en de Ultima-kolonie.

## De Vineanen
Vineanen zijn mensachtige wezens met een lichtblauwe huid. Op hun huidskleur na lijken ze veel op mensen. Technisch zit de Vineaanse beschaving op een veel hoger niveau dan de menselijke beschaving. Enkele Vineaanse technologieën zijn:
- Magnetische treinen zonder rails
- Interplanetaire ruimtevaartuigen, de astronefs
- Sneller dan licht-technologie, de inter-melkweg-spoel
- Zelfdenkende computers met kunstmatige intelligentie-technologie
- Hoogontwikkelde kunstmatige slaap-apparatuur, waarin Vineanen miljoenen jaren kunnen overleven
- Straalwapens, de zogenaamde morzelstraal (kan ook als gereedschap worden gebruikt)
- Kunstmatige telepathie- en universele vertaal-apparatuur
- Opslagmogelijkheden voor het menselijk brein, de zogenaamde geheugendoosjes
- Energietransport door middel van lichtstraling

## Bekende Vineanen
- Khany - hartsvriendin van Yoko Tsuno en een leidend figuur binnen de Vineaanse gemeenschap
- Poky - tweelingzuster van Khany. Omdat ze veel later uit haar kunstmatige slaap werd gehaald, is ze een stuk jonger dan haar zus
- Synda - Khany's moeder. Bij het eerste bezoek aan Vinea door de Aardse Vineanen werd zij als eerste uit de ongeschonden slapende zesde stad gewekt. Ze is nu van dezelfde leeftijd als haar dochter Khany
- Vynka - een van de beste vrienden van Khany

## Albums
Yoko Tsuno-albums waarin de Vineanen voorkomen:
- Trio in het onbekende
- Vulcanus' Smidse
- De 3 zonnen van Vinea
- De titanen
- Het licht van Ixo
- De aartsengelen van Vinea
- De bannelingen van Kifa
- De poort van de zielen
- De dienares van Lucifer
- De tempel der onsterfelijken

## Trivia
De vader van Roger Leloup was kapper en in zijn kapsalon hing een reclameposter van Nivea waarop een meisje afgebeeld stond. Door de zonneschijn verkleurde de poster op den duur waardoor het leek alsof het meisje een blauwe huid had gekregen. Hierop baseerde Leloup de Vineanen, de naam van de planeet is dan ook een verbastering van Nivea.